# اوفه
شهر اوفه (به فرانسوی: Ouffet) در شهرستان اویی در استان لیئژ در منطقه فدرال والوون در کشور بلژیک واقع شده‌است.